# Protoplotus beauforti
Protoplotus beauforti — викопний вид пеліканоподібних птахів, що існував впродовж еоцену. Рештки птаха (частковий скелет) знайдені на острові Суматра в Індонезії. Голотип зберігається у Геологічному музеї Бандунга (Бандунг, Ява). Спершу птаха віднесли до родини змієшийкових (Anhingidae). Лише у 1989 році його виділили у монотипову родину Protoplotidae.